# Sol Star

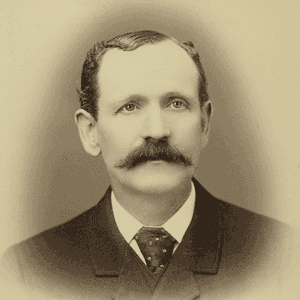
Sol Star

Solomon (Sol) Star (ergens in Beieren, 20 december 1840 – Deadwood, 10 oktober 1917), was een Joods persoon die in (de verhalen over) het Wilde Westen bekendheid verwierf door zijn ondernemerschap, met name in het Black Hills-goudzoekerskamp Deadwood (in het tegenwoordige South Dakota).

## Biografie

### Vroege leven
Solomon werd in 1840 geboren in Beieren als vijfde van tien kinderen van Marcus en Minnie Friedlander Star. Op tienjarige leeftijd werd hij naar Ohio gestuurd om bij zijn oom Joseph Friedlander te gaan wonen. Daar ging hij tot 1857 naar school om vervolgens te gaan werken. Na het uitbreken van de Amerikaanse Burgeroorlog ging Star in Missouri werken. Vervolgens trok hij naar Montana om een winkel te beginnen in Virginia City. Vanaf 1872 was hij Receiver of the Land Office in Helena. Aldaar ontmoette hij Seth Bullock, met wie hij een gereedschappenwinkel begon. Zij zouden de rest van hun leven goede vrienden blijven.

### Deadwood
In augustus 1876 trokken Star en Bullock naar Deadwood, aangetrokken door de goudkoorts. Zij openden de Office of Star and Bullock, Auctioneers and Commission Merchants, een (gereedschappen)winkel voor goudzoekers. Ook begonnen ze een veehouderij, de S&B Ranch Company. Met Harris Franklin begonnen ze in 1880 een korenmolen. Star en Bullock breidden hun zakelijke activiteiten uit naar Spearfish, Sturgis en Custer.
Door hun zakelijke activiteiten hielpen de partners mee om de economie in de regio te ontwikkelen. Ze overtuigden de Fremont, Elkhorn and Missouri Valley Railroad ervan om een spoorlijn aan te leggen en boden daarvoor delen van hun land aan. Drie kilometer ten noordoosten van Minnesela werd een station gebouwd en de inwoners van dat dorpje werden door Bullock en Star aangemoedigd om zich bij het station te vestigen. Zo ontstond Belle Fourche.
Star werd in 1876 lid van de raad van Deadwood en werd in 1877 postmeester. In 1884 werd hij burgemeester, wat hij veertien jaar lang zou blijven. Hij diende tot zijn dood twintig jaar lang als griffier van Lawrence County.
De winkel van Star en Bullock brandde in 1894 af. Op dezelfde locatie werd het Bullock Hotel gebouwd, een luxe hotel met drie verdiepingen, 64 luxe kamers, baden en stoombaden. Dit hotel bestaat nog steeds, intussen heeft het ook een casino.
Sol Star stierf in 1917 op zijn ranch. Hij trouwde nooit.

## Sol Star in fictie
Sol Star komt voor in boeken en films over het Wilde Westen, in het bijzonder over Deadwood. In de televisieserie Deadwood, gebaseerd op het Deadwood van de jaren 1870, wordt hij gespeeld door John Hawkes.